# Кушев, Георгий Леонтьевич
Гео́ргий Лео́нтьевич Ку́шев (1905—1981) — советский геолог.

## Биография
Родился 11 (24) марта 1905 года в Ревде (ныне Свердловская область).
В 1930 году окончил ЛГИ. В 1930—1931 годах — научный сотрудник, начальник партии геологической разведки ЛГИ.
В 1931—1933 годах — начальник Макинской геологоразведочной партии (Семипалатинск).
В 1933—1943 годах — начальник группы управления геологии и геологических партий (Караганда).
В 1946—1951 годах — заведующий сектором в Институте геологических наук АН Казахской ССР.
С 1951 года работал в Казахском горно-металлургическом институте: доцент, профессор, заведующий кафедрой (1953—1981).
Доктор геолого-минералогических наук (1952), профессор (1953).
Основные научные работы касаются геологии для угля. Кушев руководил работами в Восточно- и Южно-Казахстанских областях, на которых выявили крупные запасы угля. Работал в Карагандинском угольном бассейне.
Скончался  24 апреля 1981 года в Алма-Ате, похоронен на Центральном кладбище Алма-Аты.

## Награды и премии
- Сталинская премия третьей степени (1948) — за геологические исследования, обеспечившие открытие новых участков коксующихся углей в Карагандинском угольном бассейне
- два ордена Трудового Красного Знамени
- медали[2].
- заслуженный деятель науки Казахской ССР (1961)